# Zupa (1974)
Der Film Zupa (dt. „Suppe“) ist ein Experimentalfilm von Zbigniew Rybczyński aus dem Jahr 1974.
Der Kurzfilm wurde in Łódź, Polen, in den Se-ma-for Studios (SMFF) gedreht. Er gehört zu den frühen filmischen Werken Rybczyńskis, und zwar der vierten Videoproduktion des polnischen Künstlers und Malers.
Der Film erschien im Original auf 35 mm Analogmaterial. Zupa wird vor allem bestimmt durch einen Mix an diversen Techniken der analogen Filmbearbeitung, wie eingefärbtem Videomaterial, Doppelbelichtungen und Collagen, in denen Skizzen mit Filmmaterial gemischt werden. Das Gezeigte wirkt somit besonders abstrakt und der Film bekommt einen Experimentalfilm-Charakter.

## Handlung
Der Kurzfilm handelt von einer Beziehung eines jungen Paars, verkörpert durch Grazyna Kreusch und Marek Kreusch. Handlung und Geschichte werden nur durch die Bilder und den reduzierten Atmo erzeugt, eine erklärende Instanz liefert der Film ansonsten nicht.
Somit lässt sich die Geschichte mit Gewissheit wenn überhaupt nur grob skizzieren und bietet dem Rezipierenden darüber hinaus Raum für Spekulationen.
Rybczyński erklärte 1992 in einem Interview folgendes:
„,Soup’ ist Ausdruck der Frustration und Wut eines unwahrscheinlich kreativen, ungehemmten Künstlers, der in einer tödlich überfordernden Umgebung lebt: Es ist ein Film über mein Leben, über meine damalige Situation.“

## Auszeichnungen
Der Film erhielt zwei Auszeichnungen, darunter den „Bronzedrachen“ beim Internationalen Filmfestival Krakau (1975) und das goldene Abzeichen beim Chicagoer IFF (1978).